# Messerschmitt Me 163 Komet
Pour les articles homonymes, voir Messerschmitt.
Le Messerschmitt Me 163 Komet (comète), conçu par Alexander Lippisch, fut le seul avion-fusée de chasse opérationnel de l'Histoire. Il nécessita un long développement par Messerschmitt et entra dans la guerre d'une manière très limitée seulement, en 1944. Il reste l'avion le plus rapide de la Seconde Guerre mondiale avec des pointes de vitesse à plus de 950 km/h. Il larguait ses roues au décollage, et atterrissait sur un patin ventral placé sous le fuselage.
Hanna Reitsch, qui vola à Augsbourg sur le Me 163 Komet, raconte après la guerre « qu'en vol il était très facile à piloter et ne nécessitait pas d'être fort, mais l'atterrissage était compliqué puisque réalisé en mode planeur, il fallait réduire la vitesse suffisamment tôt pour toucher terre juste avant le décrochage ». Les essais effectués sur cet avion avaient déjà coûté la vie à plusieurs pilotes et elle aussi fut grièvement blessée. Dès l'été 1943, elle reprenait les commandes du Komet. Selon elle, « le Komet atteignait 800 km/h au bout de l'aérodrome puis montait à 30 000 pieds en 2 minutes. C'était fascinant, j'avais l'impression d'avoir fait un trou dans le ciel ».

## Conception
Avant le début de la Seconde Guerre mondiale, Hellmuth Walter avait commencé à expérimenter l'utilisation de peroxyde d'hydrogène, comme comburant, et d'un mélange hydrazine/méthanol, comme carburant, pour divers moteurs. Ce mélange était particulièrement bien adapté à la propulsion de fusées, puisque les deux composants s'enflammaient spontanément dès qu'ils étaient mis en contact l'un avec l'autre (comportement hypergolique). Cela signifiait qu'on pouvait réaliser un moteur extrêmement simple, avec seulement une pompe et un tube d'éjection.
L'instabilité de la combustion dans la chambre de combustion ne permettait cependant pas de réaliser des solutions à grande échelle suffisamment puissantes pour propulser un avion. Bien qu'un certain nombre de missiles et de dispositifs d'accélération par moteurs-fusées d'appoint fussent réalisés selon ce concept, tout avion basé sur ce principe se devait d'être extrêmement léger. Parallèlement, la consommation en carburant était tellement élevée que l'aéronef devait posséder un réservoir de grande taille.
C'est là qu'Alexander Lippisch intervint. Il avait étudié pendant des années le principe des planeurs sans queue, donc avec des ailes plus massives, pour lesquels il proposa plus tard d'utiliser les moteurs-fusées de Walter. Sans en avoir conçu le principe lui-même, son argumentation était qu'un avion au fuselage plus trapu et ramassé pouvait offrir un volume intérieur plus important, tout en ayant une traînée aérodynamique comparable à celle d'un fuselage conventionnel. La combinaison du moteur de Walter et du planeur de Lippisch de grande taille offrait à l'Allemagne la possibilité de réaliser un puissant avion de chasse, même s'il n'avait qu'une portée limitée.
Les études commencèrent sous l'auspice de l'institut allemand de recherche en matière de planeurs DFS (Deutsche Forschungsanstalt für Segelflug), puis passèrent ensuite chez Messerschmitt.

## Versions

### DFS 194
Appareil expérimental à propulsion par fusée. Utilisé pour les essais de stabilité et de commandes de vol ; un seul exemplaire fut réalisé.

### Me 163A
Le premier modèle Me 163A apparut en 1941, mais les moteurs n'étaient alors pas prêts et avaient tendance à exploser, aussi ne put-il voler que comme planeur. Cependant, entre deux mésaventures, la performance était clairement imbattable et des plans furent établis pour installer des escadrons partout en Allemagne. Cinq prototypes furent construits, suivis par huit appareils de production.

### Me 163A-0
Dix appareils construits, semblables aux précédents pour l'entraînement des pilotes.

### Me 163B

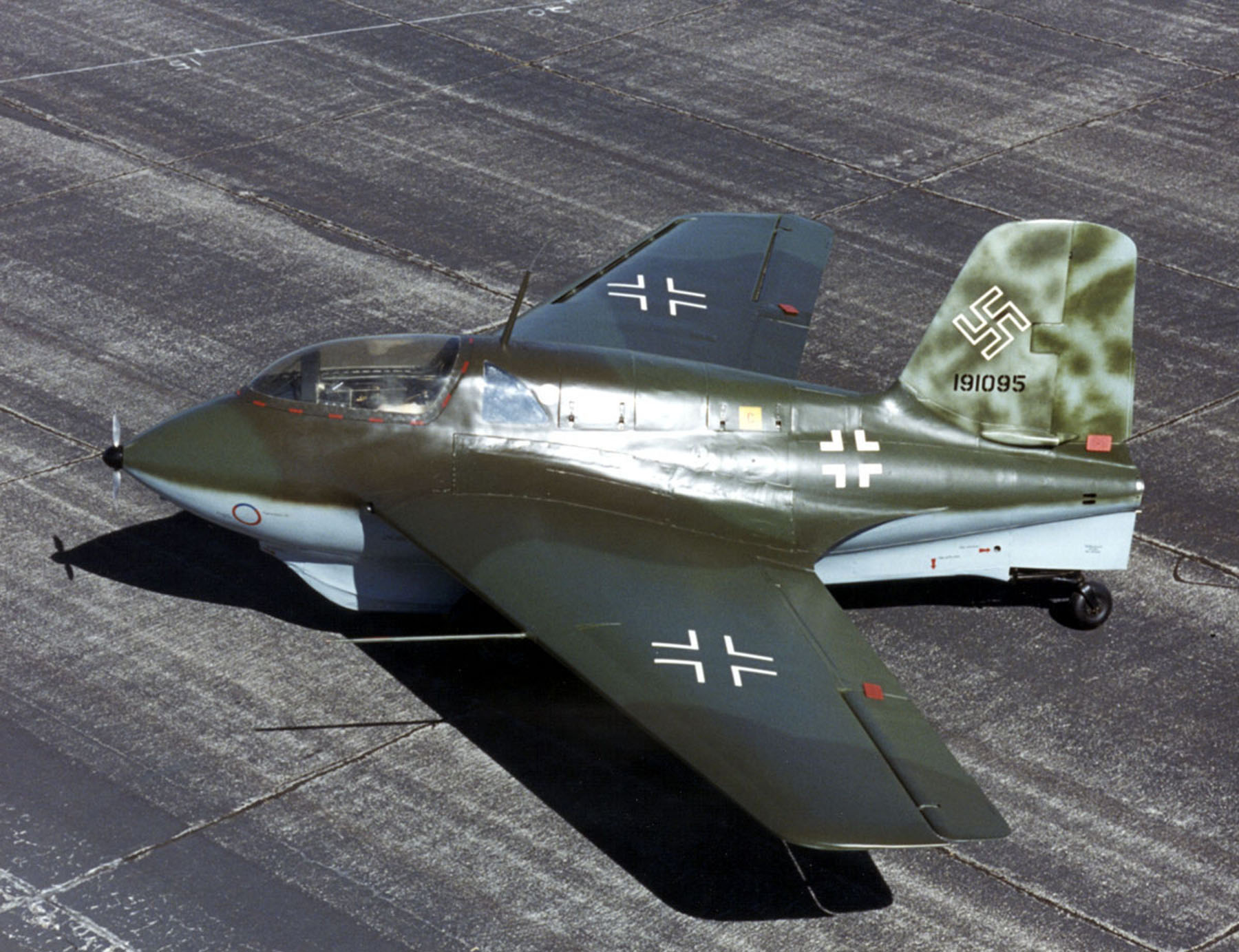
Le Me 163 B-2 au National Museum of the United States Air Force, à Dayton, Ohio.

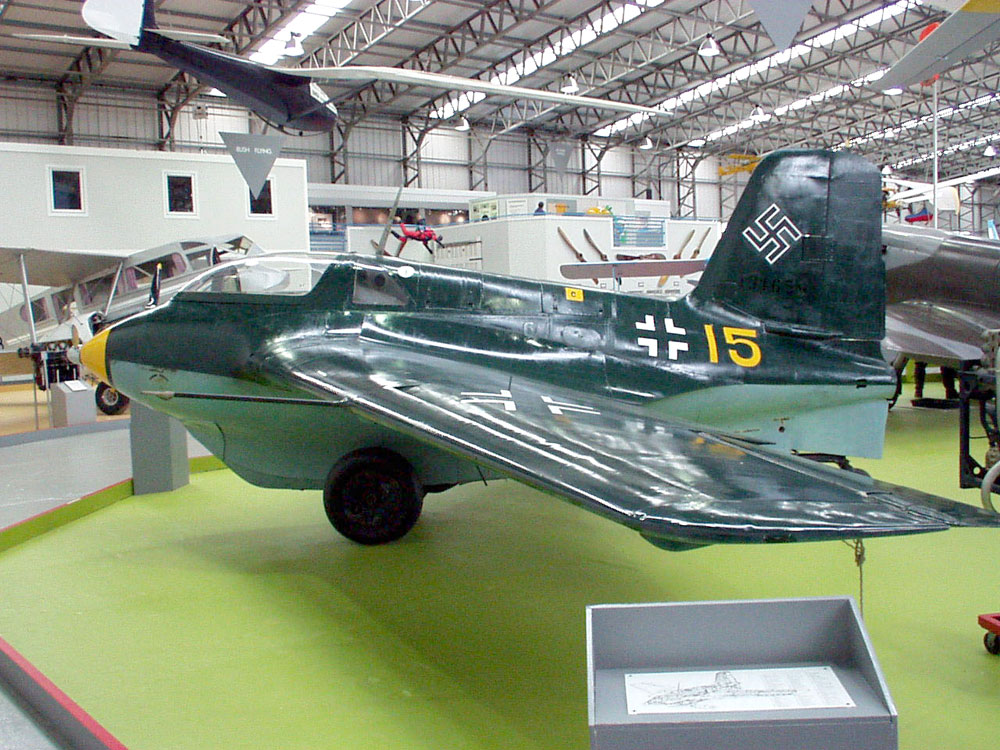
Un Me 163 B-1a au Musée de l'Air, Écosse.

Walter avait commencé à travailler sur un nouveau « moteur chaud », qui ajoutait un mélange d'hydrate d'hydrazine et de méthanol, désigné « C-Stoff », dans la tuyère d'échappement du moteur. Ce mélange, qui brûlait au contact de l'échappement riche en oxygène, ajoutait de la poussée au moteur. L'avion fut légèrement modifié et donna naissance au Me 163B, à la fin de 1941. À nouveau, le moteur se révéla manquer de mise au point. Il s'écoulera encore deux ans avant de pouvoir passer à des tests beta.
Aussi bonne que fût la performance, il était aussi évident que le 163 était un avion plutôt peu pratique. Basé sur un planeur, l'avion atterrissait sur un patin placé sous le fuselage. Cela pouvait être suffisant pour un aéronef lent, mais ce n'était pas le cas avec le 163. Les atterrissages étaient extrêmement difficiles, car si l'appareil n'était pas rigoureusement dans l'axe du vent, il devenait très instable, ce qui pouvait provoquer de graves accidents. Une simple bosse sur le terrain faisait décoller prématurément l'appareil, qui retombait sur son chariot non amorti, ce qui blessait le dos des pilotes. D'autre part, si le pilote parvenait à se poser convenablement, l'avion restait immobile au milieu du champ en attendant d'être remorqué, ce qui en faisait une cible parfaite pour un avion ennemi. Un autre problème était le temps de vol, de seulement huit minutes à pleine puissance, ce qui n'en faisait rien d'autre qu'un intercepteur pur.
De plus, le comburant utilisé était extrêmement corrosif. Les Américains ont découvert dans les archives de l'appareil un document racontant la mort horrible d'un des pilotes d'essai du Komet. L'engin avait été endommagé au décollage par le chariot largable qui avait rebondi sur la piste. Le moteur-fusée s'éteignit mais le pilote avait réussi à ramener son appareil en phase d'atterrissage. Malheureusement pour lui, il percuta une antenne radio et se crasha en glissade sur 50 m. Le comburant, du peroxyde d'hydrogène appelé « T-Stoff » était d'une toxicité telle que lorsque les techniciens au sol, protégés par des masques et des gants très épais, avaient ouvert le cockpit enfumé, ils trouvèrent le corps du pilote atrocement rongé par le T-Stoff. De ce fait, la combinaison de vol, les bottes et même les sous-vêtements des pilotes furent faits de matières non organiques (équivalent allemand du nylon) dans un effort pour protéger les pilotes. Le pilote en question était l'Oberleutnant Josef Pöhs, titulaire de 43 victoires en 300 missions entre 1940 et 1941 avec la JG 76 et la JG 54 et récipiendaire de la Croix de Chevalier,,,,,.
Néanmoins, l'avion avait d'excellentes performances en vol. Après le décollage à partir d'un chariot largable, il atteignait 300 km/h en bout de piste, d'où il montait avec un angle de 80° jusqu'à l'altitude de croisière d'un bombardier, et même plus si besoin, atteignant 12 000 m en moins de trois minutes. Arrivé là, il accélérait à plus de 800 km/h, ce qu'aucun avion allié ne pouvait espérer égaler.
Deux prototypes furent suivis par trente avions de pré-série armés de canons de 20 mm Mauser MG 151. Les avions de série eux reçurent deux canons MK 108 de 30 mm. Quelques exemplaires furent équipés du système de tir vertical par cellule photoélectrique Schräge Musik. Cet armement consistait en une série de tubes lance-fusée placés verticalement. Il se déclenchait quand le chasseur passait sous un bombardier grâce à l'ombre projetée par celui-ci. Cela permettait de tirer sur un avion volumineux tout en restant à sa verticale par le dessous, afin de ne pas être atteint par ses tourelles défensives.

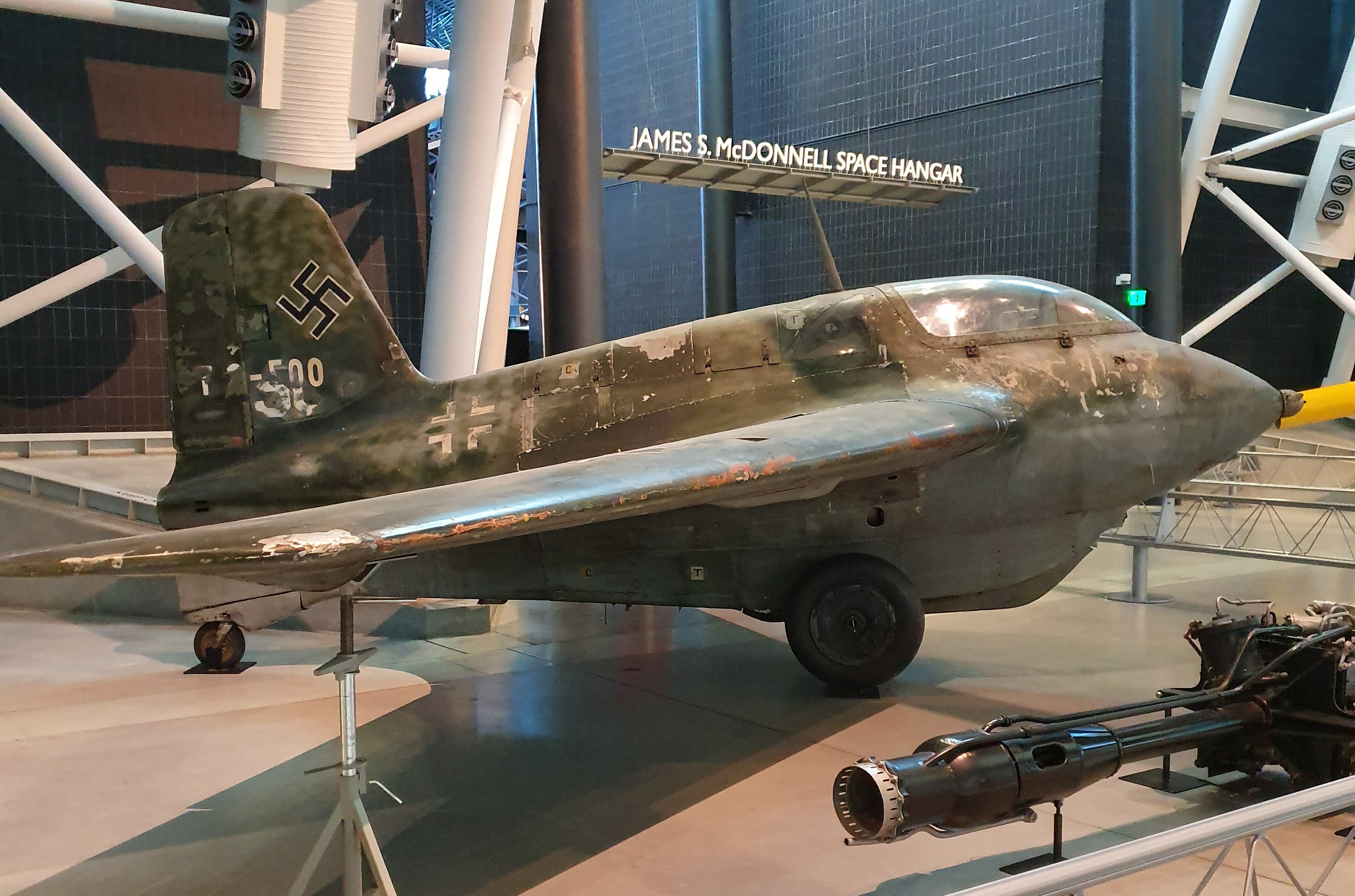
ME 163 B-1A du National Air and Space Museum Washington,DC

### Me 163S
Le Me 163S était une version d'entraînement sous-motorisée, avec un deuxième cockpit pour l'instructeur. Plusieurs exemplaires sont construits, mais aucun ne semble avoir effectué de vol propulsé.

### Me 163C
Le Me 163C fut conçu pour surmonter les limitations de rayon d'action du modèle précédent. Il avait un nouveau fuselage plus étroit et un moteur HWK 509C-1 à deux chambres de combustion, une pour le décollage et la montée, et une autre moins puissante, donc moins gourmande en carburant, pour le vol de croisière. Seulement trois exemplaires furent construits, en plus des deux prototypes.

### Me 163D
Le Me 163D était plus grand que le Me 163C. Il était construit en ajoutant des sections au fuselage, afin d'agrandir ses réservoirs et avoir plus d'autonomie. Il avait également un train tricycle conventionnel. Deux exemplaires furent construits comme prototypes (essayés uniquement en planeurs) pour le Messerschmitt Me 263 (renommé « Junkers Ju 248 » quand cette entreprise reprit le projet).

### Mitsubishi Shusui
Copie japonaise réalisée sans l'aide de plans détaillés. Il fut appelé « Ki-200 » par l'armée, et « J8M1 » par la marine. Un appareil fut essayé en vol puis détruit le 7 juillet 1945.

### Reconstitution planeur
Une réplique volante, mais en version planeur, fut construite entre 1994 et 1996 par Joseph Kurtz, un ancien pilote de Me 163. En effet son moteur-fusée extrèmement dangereux ne répond à aucune norme moderne.
Il fut vendu à EADS, qui le présente parfois en vol (ci-dessous).

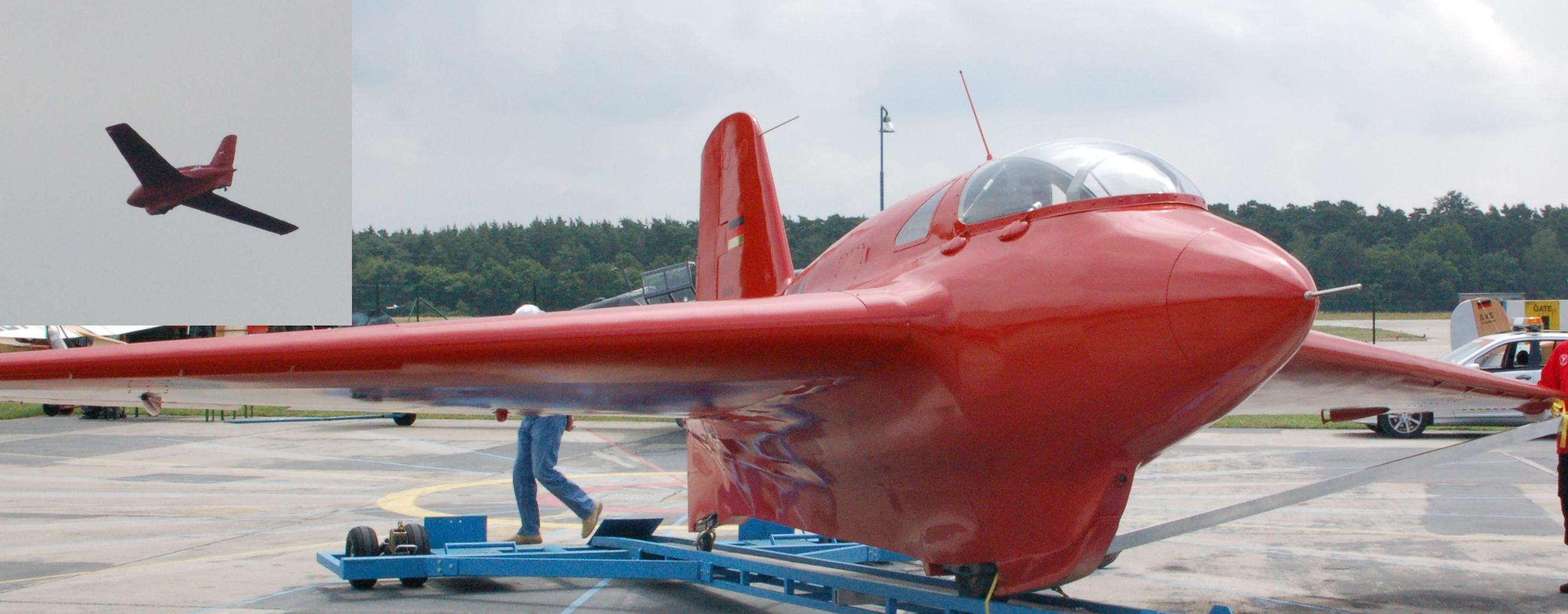
Planeur Messerschmitt Me 163 (en médaillon : Manching juillet 2006).
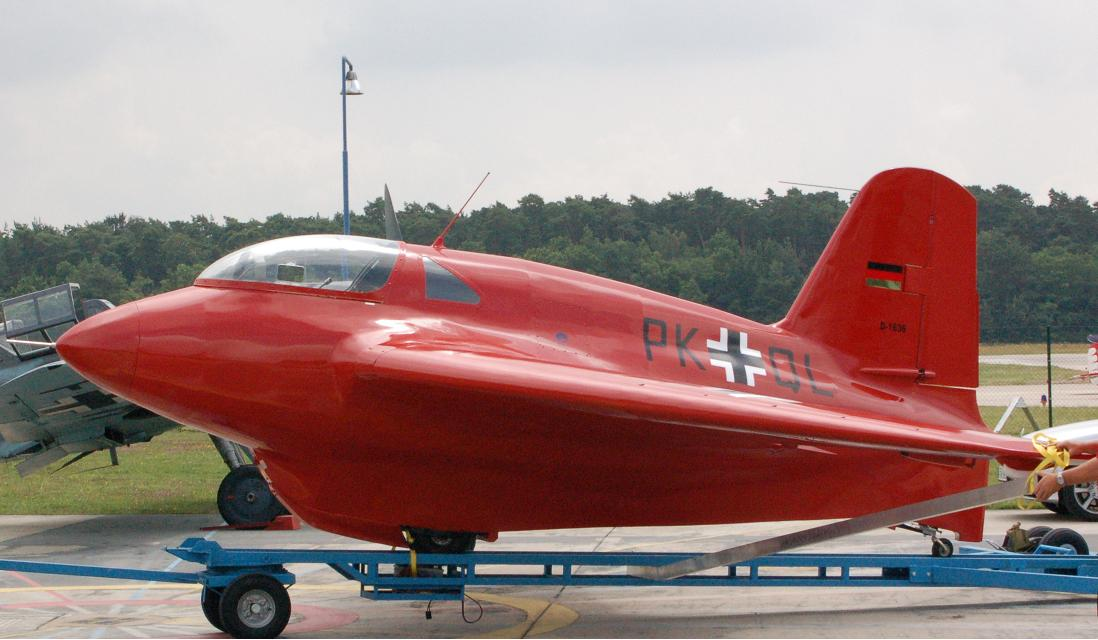
Planeur Messerschmitt Me 163.
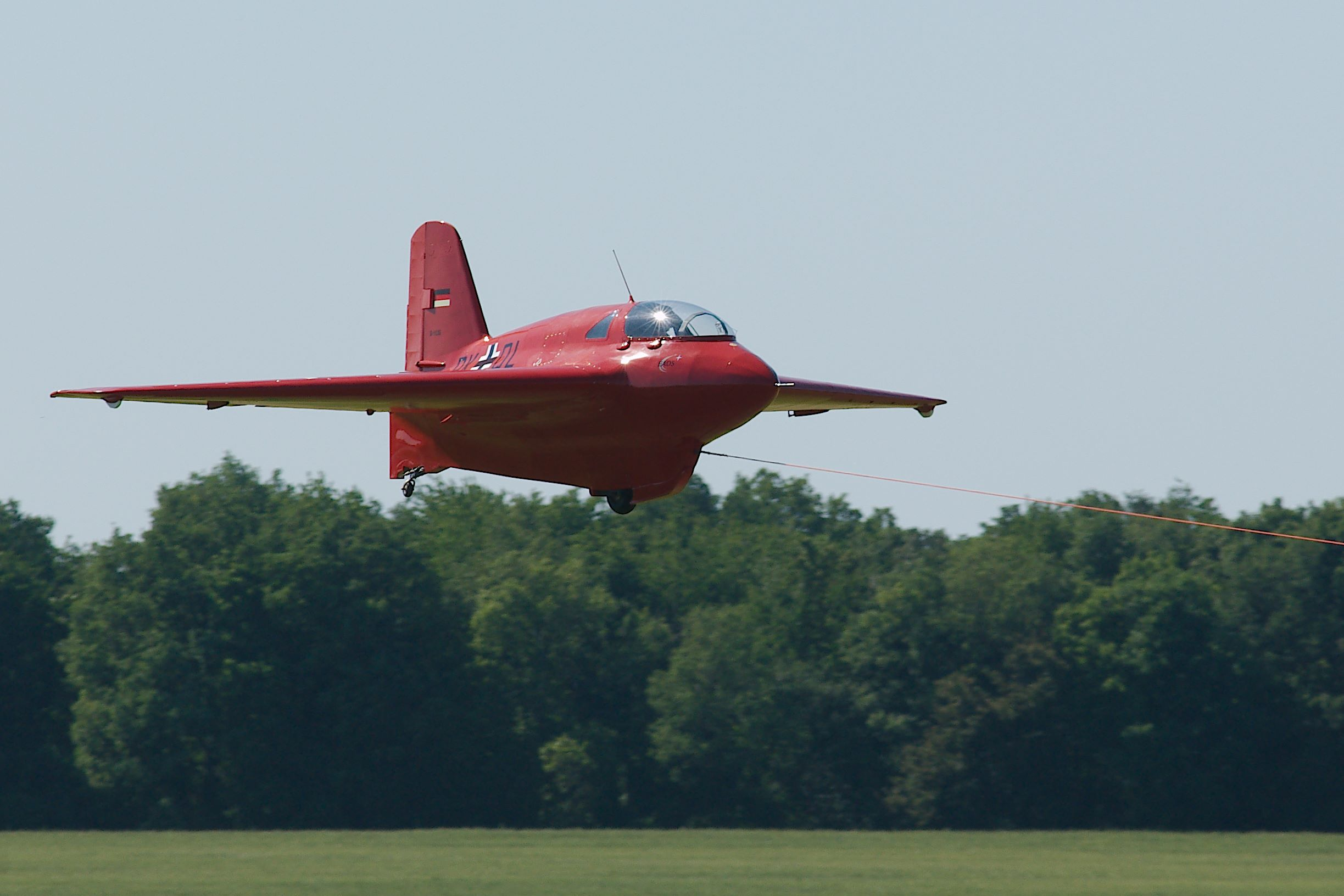
Planeur Me 163 remorqué au décollage.
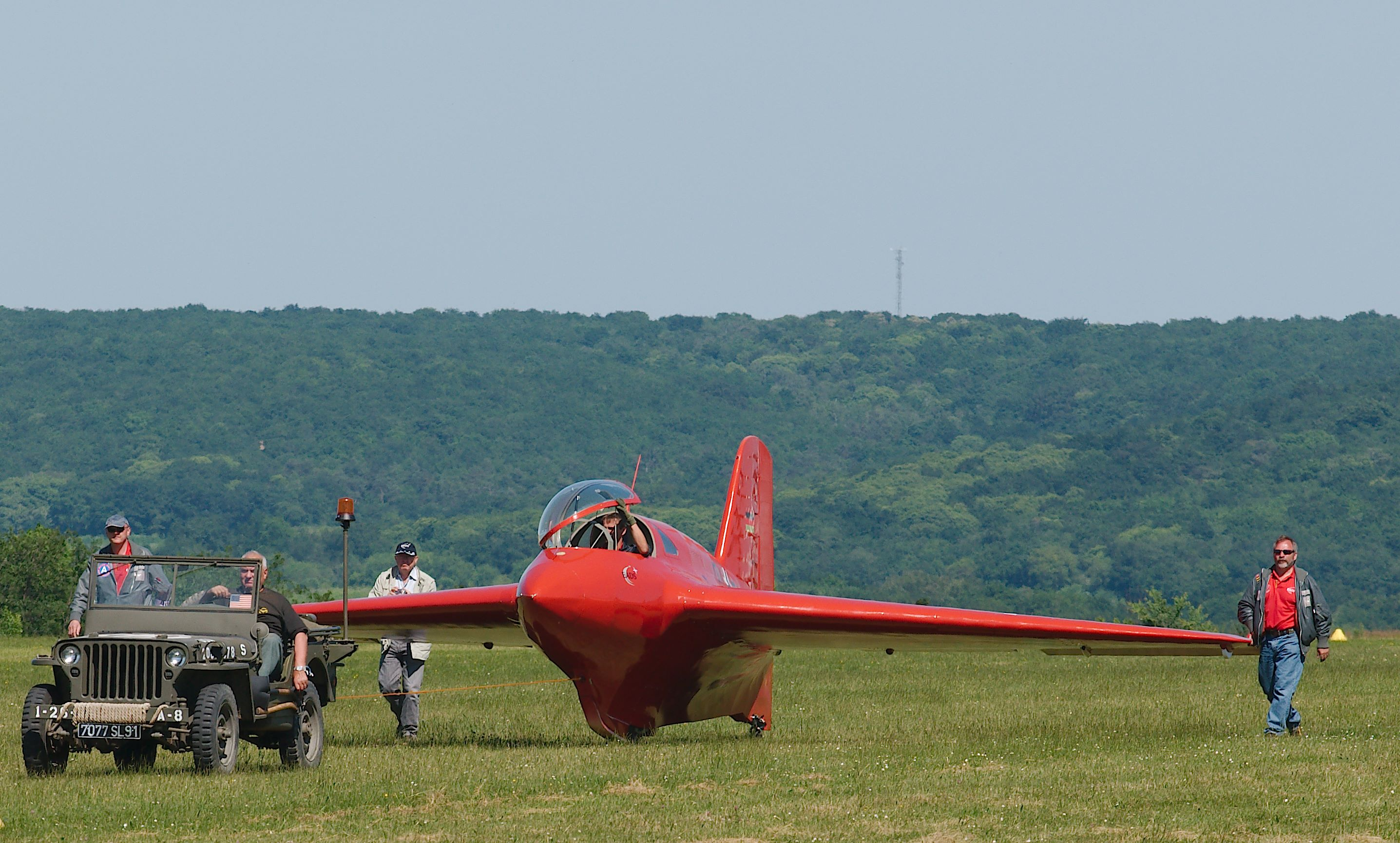
Planeur Me 163 remorqué au sol.

## Engagements
Les opérations commencèrent à la fin de l'été 1944 avec une unité, le JG 400, créée tout spécialement à cet effet.
Comme prévu, aucun pilote allié ne put l'atteindre, désarçonnant dans un premier temps les stratèges alliés. Même les tourelles des bombardiers tournaient trop lentement pour suivre ses mouvements. En fait, l'avion allait bien trop vite pour que ses adversaires puissent l'intercepter. Mais cet atout apparent posait le problème inverse aux Allemands, qui n'avaient pas de moyens efficaces pour abattre l'ennemi avant de le dépasser. Rapidement, les pilotes alliés remarquèrent le temps de vol propulsé très court de l'appareil, et ils attendaient alors tout simplement l'extinction du moteur pour passer à l'attaque. Le Me 163, condamné à effectuer un long vol plané pour rejoindre sa base, devenait alors une cible assez facile. Les sites de lancement des Me 163 furent aussi visés sitôt identifiés, bloquant l'entraînement des pilotes.
Au cours de cette courte expérience, les améliorations portèrent sur un cockpit pressurisé, et sur l'amélioration de la visibilité. Après guerre, les forces soviétiques prirent l'usine et les ingénieurs furent réquisitionnés pour le bureau d'études MiG.
Le Komet fut construit à 330 exemplaires, dont 279 furent livrés à la Luftwaffe. D'un point de vue opérationnel, le Komet fut un échec, car le nombre d'avions perdus en raison d'accidents fut supérieur aux 16 bombardiers qu'ils abattirent. 80 % des pertes étaient dues à des accidents au décollage et à l'atterrissage, et 15 % à des incendies en vol ou des pertes de contrôle en piqué. Pourtant, devant la pénurie endémique de pétrole à laquelle fit face l'Allemagne durant tout le conflit, le fait d'utiliser un carburant basé sur le peroxyde d'hydrogène, créé par électrolyse ou issu du méthane tiré du charbon, lequel existe en grande quantité dans la Ruhr, permettait d'endiguer le problème de carburant, du moins pour l'aviation.

## Postérité: la conquête du mur du son
Les aviateurs anglais avaient été très impressionnés par la vitesse et le taux de montée phénoménaux du Komet et lors de l'occupation de l'Allemagne après l'armistice, leur meilleur pilote d'essais, l'intrépide Eric « Winkle » Brown, effectua quelques vols d'essais sur un Komet capturé.
Il fut très impressionné et déclara « qu'il avait eu l'impression de prendre en charge un train fou ». Le Komet était capable d'atteindre des vitesses proches de celle du son, ce qu'avait confirmé l'un des pilotes d'essais allemands Heini Dittmar, qui avait établi un record absolu de vitesse (non officialisé pour raisons de secret militaire). Dittmar avait d'ailleurs éprouvé les premiers symptômes de l'apparition de l'onde de choc supersonique sur les ailes et les commandes (vibrations, chocs, perte d'efficacité des commandes). La voie défrichée par Lippisch paraissait prometteuse pour réaliser une génération d'avions nouveaux, supersoniques et propulsés par turboréacteur. La firme britannique De Havilland étudia alors un appareil théoriquement capable de franchir le mur du son, en reprenant beaucoup de caractéristiques du Komet, mais avec une propulsion par turboréacteur, un domaine où l'industrie britannique avançait à pas de géants grâce aux efforts de l'ingénieur militaire Frank Whittle.
Le prototype qui en résulta, le DH 108 Swallow (Hirondelle) ressemblait beaucoup, extérieurement du moins, au Me 163 mais ses caractéristiques de vol se révélèrent désastreuses. Le pilote d'essai, Geoffrey De Havilland Junior, (le propre fils du PDG de la firme) se tua aux commandes du Swallow, et malgré un certain nombre d'améliorations, un autre pilote d'essai, John Derry, se tua en tentant de franchir le mur du son aux commandes du second prototype.
Appelé à la rescousse pour tenter de découvrir les causes de l'accident, Eric Brown passa un très mauvais moment aux commandes du dernier prototype, ballotté furieusement dans un avion devenu incontrôlable. Il attribua sa survie à son gabarit petit et râblé (qui lui avait valu son surnom de « Winkle », « bigorneau » en français) et déclara plus tard que le seul avion sans queue vraiment pilotable qu'il avait connu était le Me 163 allemand, les autres étant qualifiés de « tueurs ».
Pendant ce temps les ingénieurs américains de Bell avaient exploré une autre voie, empreinte d'un certain bon sens : sachant que certaines balles de fusil avaient une trajectoire stable à des vitesses supersoniques, ils modelèrent le fuselage de l'avion fusée Bell X-1 sur une balle de calibre .50 (12,7 mm) et exploitèrent une idée britannique : la gouverne de profondeur monobloc (en anglais : all moving tail), proposée pour un autre candidat au franchissement du mur du son, le très innovant Miles M.52, dont le développement fut stoppé en phase finale, faute de financement. Le Bell X-1 devait finalement passer le mur du son en octobre 1947, avec aux commandes le pilote d'essais Chuck Yeager.

## Appareils encore existants
Un exemplaire Me 163 B-1a est exposé à l'annexe de Chantilly du National Air and Space Museum Washington, DC. Un autre Me 163 B restauré se trouve au National Museum of the United States Air Force à Dayton, Ohio.

## Documentaires télévisés
- Un siècle d'aviation, premier épisode de la série « L'étoffe des héros (1939-1945) », 1997, sur Planète+.
- Les armes secrètes de la seconde guerre mondiale.
- 17e épisode de la 2e saison de la série : Les Ailes de la guerre (en), 2008 sur Planète+.